# Tricimba difficilis
Tricimba difficilis är en tvåvingeart som beskrevs av Ismay 1993. Tricimba difficilis ingår i släktet Tricimba och familjen fritflugor. Inga underarter finns listade i Catalogue of Life.